# Ophioplinthaca plicata
Ophioplinthaca plicata är en ormstjärneart som först beskrevs av George Richard Lyman 1878.  Ophioplinthaca plicata ingår i släktet Ophioplinthaca och familjen knotterormstjärnor. Inga underarter finns listade i Catalogue of Life.